# مهافديا
المهافديا (بالإنجليزية: The Mahavidya)‏، وتعني: الحِكَم الجليلة أو العظيمة (بالسنسكريتية: महाविद्या)‏، هي مجموعة من عشرة إلهات تنترية في الهندوسية.

## أسماء الإلهات العشرة
عادة ما ترد أسماء الإلهات العشرة بالترتيب التالي:
1. كالي: الأم الإلهية، أو أم الكون، أو آدي شاكتي، أو آدي باراشاكتي.
2. تارا [الإنجليزية]: إلهة الحماية.
3. تربورا سندري [الإنجليزية]: الوعي الأعلى الذي يحكم من فوق براهما وفيشنو وشيفا.[4]
4. بوفانيشواري [الإنجليزية]: واحدة من أعلى أشكال مهاديفي والكائن الأعلى في الشاكتية.
5. بهارفي: إلهة الكونداليني.[5]
6. شنمستا [الإنجليزية]: إلهة التضحية بالنفس. وتجسد ضبط النفس في الشهوة، والتضحية البطولية بالنفس لصالح الآخرين، والشجاعة في مواجهة الموت.[6]
7. دهومافاتي: إلهة الفتنة والوحدة والرغبات التي لم تتحقق والأشياء المشؤومة.
8. بغلاموكشي: تهدم المفاهيم الخاطئة والأوهام التي يعتقدها المُتدين أو أعداء هذا الأخير بهراوتها.[7]
9. ماتانجي: إلهة الحكمة والفنون والكلمة المنطوقة والقوى الخارقة للطبيعة.[8]
10. كملا: إلهة عطاء النعيم الإلهي.[9]

### معلومات المراجع
- Shin، Jae-Eun (2010). "Yoni, Yoginis and Mahavidyas : Feminine Divinities from Early Medieval Kamarupa to Medieval Koch Behar". Studies in History. ج. 26 ع. 1: 1–29. DOI:10.1177/025764301002600101. S2CID:155252564.
- Kinsley، David R (1997). Tantric Visions of the Divine Feminine: The Ten Mahavidyas. Berkeley: University of California Press. ISBN:9780520204997. مؤرشف من الأصل في 2022-10-15.
- Brooks، Douglas Renfrew (1990). The Secret of the Three Cities: An Introduction to Hindu Sakta Tantrism. Chicago & London: University of Chicago Press. ISBN:978-0226075709.